# 米川良夫
米川 良夫（よねかわ りょうふ、1931年7月19日 - 2006年4月27日）は、日本のイタリア文学者・翻訳家。國學院大學名誉教授。

## 経歴
1931年、ロシア文学者米川正夫の五男として東京に生まれる。名前が「よしお」ではなく「りょうふ」なのは、父正夫が当時レフ・トルストイの全集を翻訳していたことに因む。。早稲田大学第一文学部仏文科在学中、学生運動に熱中したため、卒業後、母の発議によりフランスに遊学。パリで2年あまり仏語仏文学を学んでいたが、第二外国語として研究していたイタリア語に惹かれたため、ローマに移ってイタリア文学を研究、伊文学者となった。
帰国後は國學院大學教授となった。2006年4月27日に肺癌のため死去した。享年74。

## 研究内容・業績
- 訳書にはイタロ・カルヴィーノ『木のぼり男爵』、チェーザレ・パヴェーゼ『月とかがり火』などがある。

## 家族・親族
- 父：米川正夫はロシア文学研究者。
- 三兄：米川哲夫はロシア文学者・ロシア近代史家。
- 四兄：米川和夫はロシア文学者・ポーランド文学者。
- 叔母：米川文子は箏曲家(生田流)、人間国宝。(米川家の箏曲家については父の米川正夫の項を参照)

## 作品

### 編著
- ダンテと現代 沖積舎 2006

### 共著
- 小説の語り 山形和美・岡本靖正・岩元巌編 朝日出版社 1974
- イタリア文学史 岩倉具忠・清水純一・西本晃二 東京大学出版会 1985
- 権力/記憶 モダニズム研究会編 人文書院 2004
- 翻訳家の仕事 岩波書店編集部編 岩波新書 2006

### 翻訳

#### 単行本
- イタロ・カルヴィーノ
  - 木のぼり男爵（白水社［新しい世界の文学 16］ 1964、新版1979、改訂版1990、／白水Uブックス 1995、新版2018）
  - マルコ・ポーロの見えない都市（河出書房新社 1977、改訂版2000）
    - 見えない都市（改題：河出文庫 2003）

  - レ・コスミコミケ（早川書房［海外SFノヴェルズ］ 1978／ハヤカワ文庫 1986／ハヤカワepi文庫 2004）
  - 不在の騎士（国書刊行会 1989／河出文庫 2005）
  - くもの巣の小道（福武書店 1990／福武文庫 1994／ちくま文庫 2006）
  - カルヴィーノの文学講義 新たな千年紀のための六つのメモ（朝日新聞社 1999／岩波文庫 2011）
- チェーザレ・パヴェーゼ（Cesare Pavese）
  - 月とかがり火（白水社［新しい世界の文学 39］ 1966／白水社 1992）
- ピエル・パオロ・パゾリーニ
  - 生命ある若者（冬樹社 1966／講談社 1970／講談社文芸文庫 1999）
  - テオレマ 定理（講談社 1970）
  - 王女メディア（講談社 1973）
  - あることの夢（ハヤカワ文庫 1976）
  - アッカットーネ（ハヤカワ文庫 1980）
- アルベルト・モラヴィア
  - ローマの物語（白水社［新しい世界の短編 2］ 1967）
  - 無関心な人びと（中央公論社［新集 世界の文学46］1970）
  - ロボット（白水社［新しい世界の文学 74］ 1975）
  - ローマへの旅（文藝春秋 1994）
- 生きていたパスカル ルイジ・ピランデルロ（福武書店［福武文庫］ 1987）
- ピノッキオの冒険 カルロ・コッローディ（河出書房新社 1994／河出文庫 1996）
- 怪僧ラスプーチン マッシモ・グリッランディ（中央公論社 1986／中公文庫 1989、新版2003）
- カフカの父親 トンマーゾ・ランドルフィ（国書刊行会 1996）
- イタリアか、死か 英雄ガリバルディの生涯 マックス・ガロ（Max Gallo）（樋口裕一共訳 中央公論新社 2001）

#### 叢書
- イタロ・カルヴィーノ
  - 「大きな魚、小さな魚」『現代イタリア短編選集』米川良夫編 白水社 1972
  - 「最後に鴉がやってくる」『世界短編名作選 イタリア編』大久保昭男ほか編 新日本出版社 1977
  - 「月の距離」『ちくま文学の森 15』安野光雅ほか編 筑摩書房 1988
  - 「都市と死者」『ニュー・ミステリ ジャンルを越えた世界の作家42人』ジェローム・チャーリン編 早川書房 1995
- チェーザレ・パヴェーゼ
  - 「牢獄」「君の故郷」「浜辺」『現代イタリアの文学 3』早川書房 1969
  - パヴェーゼの日記『全集・現代世界文学の発見 6』篠田浩一郎編 学芸書林 1970
  - 「都会」『現代イタリア短編選集』米川良夫編 白水社 1972
  - 「ハーマン・メルヴィル」『世界批評大系 7』篠田一士編 筑摩書房 1975
  - 「月とかがり火」『世界の文学 14』集英社 1976
  - 「闖入者」『世界短編名作選 イタリア編』大久保昭男ほか編 新日本出版社 1977
- ピエル・パオロ・パゾリーニ
  - 「あることの夢」「狂った夜」「アッカットーネ」「イタ公・ねず公」『現代イタリアの文学 9』早川書房 1971
  - 「生命ある若者」『世界文学全集 102』講談社 1975
  - 「匕首酒場の許婚者」『世界短編名作選 イタリア編』大久保昭男ほか編 新日本出版社 1977
  - 「アッカットーネ」『キリスト教文学の世界 17』主婦の友社 1977
- アルベルト・モラヴィア
  - 「無関心な人びと」『世界の文学 46』中央公論社 1970
  - 「もつれ」「吝嗇んぼ」「不幸な恋人」『モラヴィア初期作品集 3』学芸書林 1971
  - 「ずいぶん高く」『現代イタリア短編選集』米川良夫編 白水社 1972
  - 「病んだ冬」「冬の憂鬱」「不幸な恋人」「ドン・ジョヴァンニの一夜」『世界文学全集 30』五木寛之ほか編 学習研究社 1979
- ルイジ・ピランデルロ「故マッティーア・パスカル」『ノーベル賞文学全集 8』主婦の友社 1971、『世界文学全集 29』五木寛之ほか編 学習研究社 1978
- カルロ・コッローディ「ピノッキオの冒険」『少年少女世界の文学 24』河出書房 1968
- ランドルフィ「幽霊」『現代イタリア短編選集』米川良夫編 白水社 1972
- ブッツァーティ「禁止されていたころ」『現代イタリア短編選集』米川良夫編 白水社 1972
- ウンベルト・エーコ「開かれた詩学」『ジェイムズ・ジョイス 現代作家論』丸谷才一編 早川書房 1974、新版1992
- ヴィットリーニ「十月のぼくとファシスト」『世界短編名作選 イタリア編』大久保昭男ほか編 新日本出版社 1977